# Maxime Rodinson
Maxime Rodinson (Paris, 26 de janeiro de 1915 - Marselha, 23 de maio de 2004 ) foi um historiador, linguista, sociólogo e orientalista francês. Académico de orientação marxista, Maxime Rodinson notabilizou-se pelos seus trabalhos sobre o Islão e o mundo árabe. 

## Biografia
Filho de judeus emigrados da Rússia e da Polónia - militantes comunistas operários da indústria têxtil -, Maxime frequentou apenas o ensino básico e, aos treze anos, tornou-se rapaz de recados. Contudo, interessa-se pelo mundo das línguas (aprende o latim e o grego) e adquire outros conhecimentos de maneira autodidacta.
Quando tinha dezassete anos apresentou-se ao concurso de admissão para a École des langues orientales destinado a candidatos sem o ensino liceal. É o início de uma carreira académica de sucesso. Para além do diploma daquela instituição, era também doutor em Letras e diplomado pela École pratique des hautes études, onde terminou a sua carreira como director de estudos.
Em 1937 adere ao Partido Comunista Francês, mas a sua militância foi sempre fraca, acabando mesmo por ser expulso em 1958.
É mobilizado para a Segunda Guerra Mundial em 1939, mas devido aos seus conhecimentos de línguas do Médio Oriente é enviado para o Líbano, onde trabalha como professor universitário e bibliotecário, e depois, para a Síria. Os seus pais morrem em 1943 no campo de concentração de Auschwitz.
Regressa a França em 1948 onde exerce funções como responsável pela secção oriental da Biblioteca Nacional.  Os seus primeiros estudos sobre o Islão centram-se nos alimentos desta cultura.
Em 1961 lança uma biografia do profeta Maomé, que permanece uma referência até aos nossos dias.
Apesar das suas raízes judaicas, Maxime era antissionista. Em 1967 publica, na revista Les Temps Modernes, o artigo Israël, fait colonial ? ("Israel, facto colonial?"),  no qual argumentava que a criação do Estado de Israel era uma manifestação tardia do colonialismo. O artigo, publicado pouco depois da Guerra dos seis dias, teve enorme impacto e provocou muita polêmica e até mesmo insultos contra  o autor. Rodinson considerava que a criação de Israel era uma injustiça em relação aos palestinos, mas "jogar os israelenses ao mar" seria somar uma injustiça a outra.  Em 1968, juntamente com o especialista em história da Argélia, Jacques Berque, Rodinson cria um grupo de estudo e de intervenção (GRAPP, Groupe de recherches et d´action pour le règlement du problème palestinien), cujo propósito é apoiar a criação de um Estado palestiniano .
Para além de director da revista de estudos árabes Arabica, Maxime Rodinson foi professor nas universidades de Princeton e Amsterdão.

## Obras publicadas em português
- 1982 Os árabes. Mem Martins, Publicações Europa-América.
- 1992 Maomé. Lisboa, Editorial Caminho.
- 1997 O Islão político e crença. Lisboa, Instituto Piaget.
- 1997 De Pitágoras a Lenine: Activismos Ideológicos. Lisboa, Instituto Piaget.

## Outros títulos (em francês e inglês)
- 1966 Islam et capitalisme. Paris, Seuil.
- 1968 Israël et les refus arabe, 75 ans d´histoire. Paris, Seuil.
- 1972 Marxisme et monde musulman. Paris, Seuil.
- 1973 Israel: A Colonial-Settler State?.  Pathfinder Press.
- 1980 La Fascination de l´Islam. Paris, Maspero.
- 1981 Peuple juif ou problème juif?. Paris, Maspero.
- 1998 Entre Islam et Occident. Paris, Les Belles Lettres.